# Narodowy Uniwersytet Leśnictwa Ukrainy
Narodowy Uniwersytet Leśnictwa Ukrainy (ukr. Національний лісотехнічний університет України) – ukraińska uczelnia, uniwersytet przyrodniczy we Lwowie.

## Historia uczelni

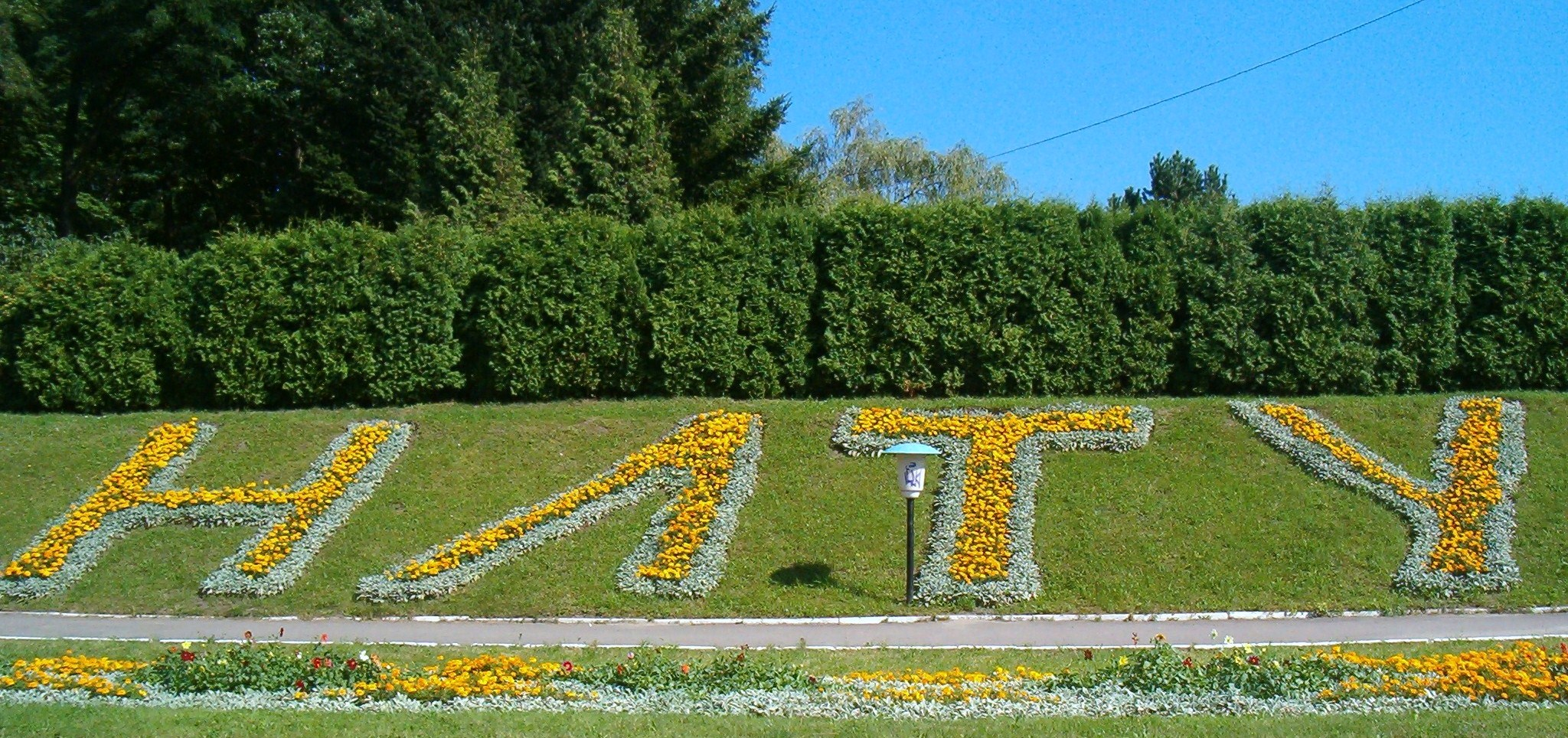
Skrót uczelni sadzony kwiatami

Początki nauczania w kierunku leśniczym mają we Lwowie tradycję sięgającą 1807, wówczas leśnicy z Galicji zwrócili uwagę władz na potrzebę profesjonalnego nauczania o lesie. Reakcja władz miała miejsce pięć lat później, w 1812 na Uniwersytecie Lwowskim powstał kierunek studiów zawodowych. W 1852 przy Galicyjskim Towarzystwie Przemysłowym stworzono sekcję leśną, a w 1874 samodzielne Galicyjskie Towarzystwo Leśne.
Sejm Krajowy uchwałą z dnia 10 stycznia 1874 postanowił założyć średnią szkołę leśniczą we Lwowie oraz uznał ją za zakład krajowy. 24 października 1874 rozpoczęła działalność edukacyjną Krajowa Szkoła Gospodarki Leśnej, w 1908 uzyskała status uniwersytetu. Po zakończeniu walk o Lwów polskie władze przeprowadziły reorganizację szkolnictwa wyższego, połączono wówczas Uniwersytet Leśny z Akademią Rolniczą tworząc wydział rolniczo-leśny na Politechnice Lwowskiej. Na istniejącym w latach 1921-1926 tajnym uniwersytecie ukraińskim istniał wydział leśny, a następnie leśno-agronomiczny.
Podczas okupacji hitlerowskiej w 1941 działał w ramach Politechniki Lwowskiej kurs zawodowy o specjalności leśnictwo. Po wkroczeniu do Lwowa Armii Czerwonej działalność kursów zawieszono, 15 stycznia 1945 władze Związku Radzieckiego wydały dekret nakazujący organizację Instytutu Technologii Leśnej z siedzibą we Lwowie, uczelnia w tej formie istniała przez dziewięć lat. Minister Szkolnictwa Wyższego ZSRR wydał 6 listopada 1954 rozporządzenie na mocy którego połączono Instytut Agronomiczny z Wydziałem Gospodarki Leśnej Instytutu Technologii Leśnej. W 1988 instytut otrzymał imię ukraińskiego naukowca Petra Pohrebniaka. Po uzyskaniu przez Ukrainę niepodległości Instytut początkowo działał w niezmienionej strukturze, 17 czerwca 1993 otrzymał licencję państwową na prowadzenie działalności oświatowej w zakresie szkolnictwa wyższego na czterech poziomach kwalifikacyjnych. Postanowieniem Rady Ministrów Ukrainy nr. 646 z dnia 13 sierpnia 1993 na bazie Lwowskiego Instytutu Technologii Leśnej im. Petra Pohrebniaka utworzono Ukraiński Państwowy Uniwersytet Leśnictwa. 16 maja 2005 uczelnia stała się Narodowym Uniwersytetem Leśnictwa Ukrainy.

## Struktura uczelni
Uczelnia posiada sześć wydziałów – gospodarki leśnej, mechaniki leśnictwa, technologiczny, ekonomiki leśnictwa, zaoczny oraz kształcenia podyplomowego, który obejmuje swoim zakresem studium podyplomowe, kursy przygotowawcze do egzaminów wstępnych, Małą Akademię Leśną oraz kursy i szkolenia przekwalifikowujące. Na podstawie ustawy nr. 565-IV Rady Najwyższej Ukrainy z dnia 20 lutego 2003, a także „na podstawie parlamentarnego głosowania w sprawie zgodności z prawem o ochronie środowiska na Ukrainie” Minister Edukacji i Nauki oraz Rada Naukowa Uniwersytetu w dniu 25 marca 2004 podjęli decyzję o powołaniu z dniem 1 sierpnia 2004 nowego wydziału – Instytut Ekonomii Ekologicznej. Powstał on na bazie założonego w 1998 magisterskiego centrum szkoleniowego „Ekonomii Środowiska i Zasobów Naturalnych ENARECO”, który zorganizowano w ramach programu europejskiego projektu TEMPUS-TACIS prowadzonego z uczelniami z Niemiec, Belgii i Włoch.
Struktura organizacyjna uczelni obejmuje również Wyższą Szkołę Technologiczną, Zakarpacką Szkołę Technologii Leśnictwa w mieście Chust, liceum przyrodniczo-technologiczne, Ogród botaniczny Narodowego Uniwersytetu Leśnictwa Ukrainy, naukowo-doświadczalny kombinat leśny, Park Przyrodniczy „Rezerwat Roztocze”, centrum szkoleniowo-konferencyjne w Chuście, naukowo-doświadczalne laboratorium ekologii leśnej w Szacku, dwa ośrodki naukowo-doświadczalne, ośrodek sanatoryjno-sportowy nad Morzem Czarnym i.in.
Przy Uniwersytecie powstał kompleks naukowy „Edukacja Technologii Leśnictwa”, w której skład wchodzą instytucje edukacyjne posiadające akredytację I i II poziomu kwalifikacyjnego z różnych regionów Ukrainy. Należą do nich trzy wyższe szkoły techniczne, siedem techników, jedno liceum, trzy szkoły zawodowe i jedno gimnazjum z internatem. Celem powołania tego kompleksu było stworzenie zintegrowanego systemu edukacyjnego o jednolitym profilu nauczania na wszystkich poziomach nauczania.

## Współczesność
Narodowy Uniwersytet Leśnictwa Ukrainy kształci specjalistów w dziedzinie leśnictwa i zasobów leśnych na poziomie młodszego specjalisty (inżynier), licencjata, specjalisty i magistra leśnictwa w specjalnościach:
- architektura krajobrazu;
- gospodarowanie zwierzyną leśną i myślistwo;
- ekologia i środowisko;
- inżynieria leśna;
- technologia drzewna;
- maszyny leśne;
- technologia chemiczna flory leśnej;
- automatyzacja procesów technologii leśnej;
- projektowanie zasobów leśnych;
- rachunkowość i audyt;
- organizacja i zarządzanie;
- zarządzanie międzynarodowe;
- projektowanie technologii informatycznych;
- ekonomia środowiska i zasobów naturalnych.

Na trzydziestu dwóch wydziałach studiuje ponad pięć tysięcy studentów pod kierunkiem trzystu siedemdziesięciu wykładowców, spośród nich wielu to wybitni profesorowie i doktoranci uhonorowani nagrodami państwowymi oraz członkowie-korespondenci Ukraińskiej Akademii Nauk.
Uniwersytet zajmuje dziewięć budynków edukacyjnych i laboratoryjnych, z których jeden jest obiektem zabytkowym. Na terenie kampusu znajdują się domy akademickie tworząc miasteczko uniwersyteckie. Zbiory biblioteczne znajdują się w dwóch bibliotekach, które posiadają łącznie trzy czytelnie. Jeden z gmachów bibliotecznych mieści się w budynku nieukończonej cerkwi, w budowie znajdują się dwa budynki.

## Architektura budynków korpusu głównego oraz biblioteki

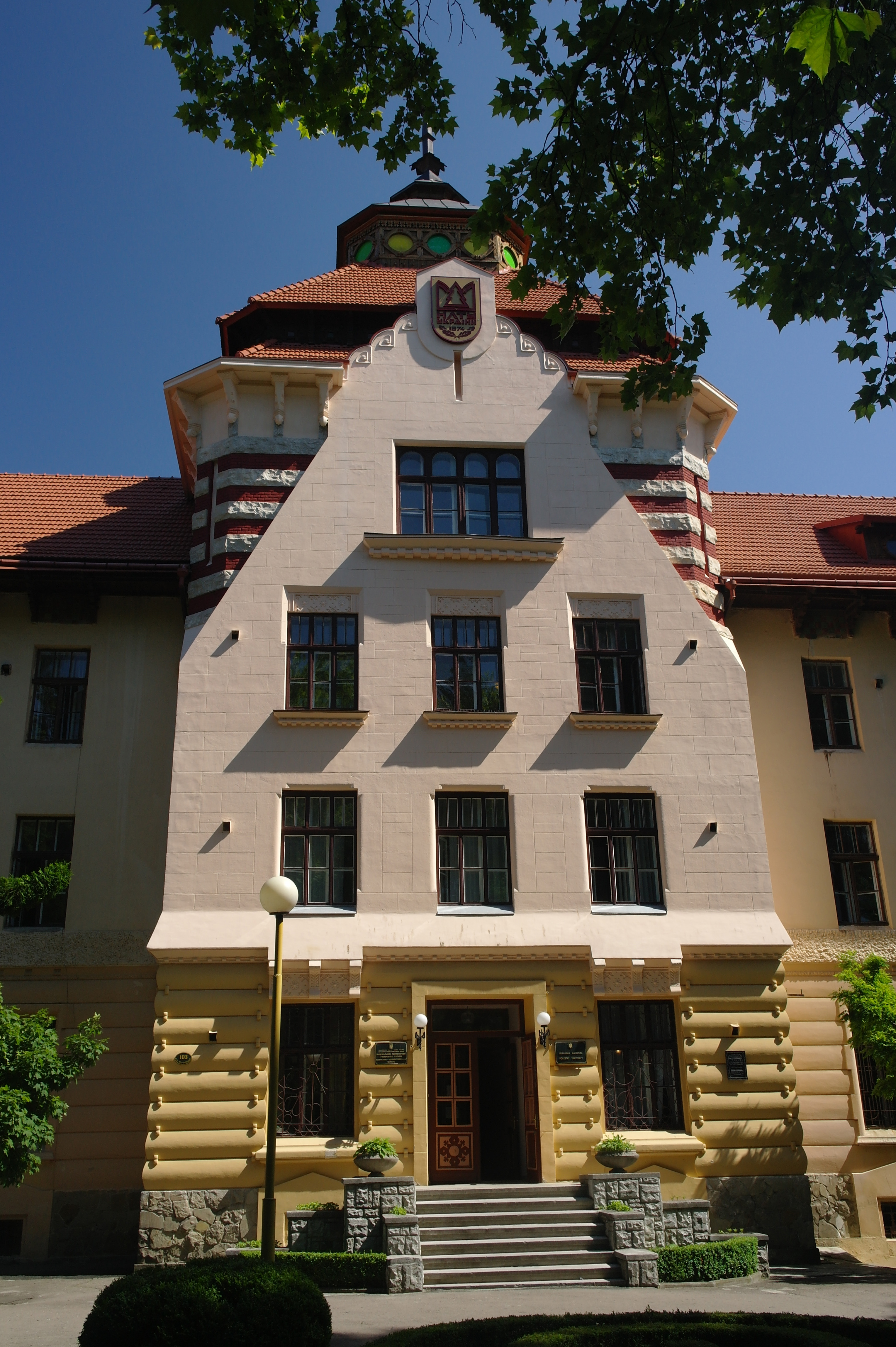
Centralny ryzalit korpusu głównego

Gmach przy ulicy Generała Czuprynki 103 (dawniej Andrzeja Potockiego) powstał w latach 1906-1908 według projektu Tadeusza Obmińskiego, Jana Lewińskiego i Lwa Lewińskiego dla gimnazjum i bursy Ukraińskiego Towarzystwa Pedagogicznego. W 1913 zmienił przeznaczenie i stał się klasztorem bazylianek, od 1940 był siedzibą szkoły leśnej, a następnie Uniwersytetu Leśnictwa.
Posiada trzy kondygnacje i wysoki dach, projektując go zastosowano motywy huculskie, fronton posiada trzy ryzality i łamany dach, nad środkowym ryzalitem podwójnie a nad skrajnymi pojedynczo, taka forma była stosowana podczas budowy cerkwi. Centralny ryzalit został zwieńczony wieżą opasaną dwukolorową rustyką i kroksztynami podpierającymi dach. Nad oknami znajdują się ceramiczne okładziny z motywami huculskich haftów.
Obok w 1937 rozpoczęto wznoszenie cerkwi greckokatolickiej, ale wybuch wojny zatrzymał prace budowlane. Po 1944 nieukończony budynek przebudowano na bibliotekę, z pierwotnego przeznaczenia pozostały zauważalne półkoliste prezbiterium i nawa z transeptem.
Budynki otacza założony w 1954 park dendrologiczny o powierzchni 22,7 ha, który jest obiektem chronionym, w jego skład wchodzi Ogród botaniczny Narodowego Uniwersytetu Leśnictwa Ukrainy.